# Kawanishi J3K
Kawanishi J3K (Экспериментальный морской истребитель-перехватчик Тип 17-Си «B») — проект истребителя Императорского флота Японии периода Второй мировой войны.

## История создания
В начале 1942 года фирма Kawanishi взялась за разработку двух типов одноместного истребителя-перехватчика, которые согласно техническому заданию 17-Си «B», должны были противостоять новым американским истребителям Grumman F6F Hellcat и Vought F4U Corsair.
Разработка первого из этих самолётов началась по собственной инициативе фирмы. За основу был взят проект поплавкового истребителя Kawanishi N1K.
Самолёт получил обозначение «Экспериментальный морской истребитель-перехватчик Тип 17-Си «B» (или J3K1). Это должен был быть низкоплан, оснащённый двигателем Nakajima Ha-43 (1700 л.с.), но впоследствии было решено использовать двигатель Mitsubishi MK9A (2200 л.с.). Вооружение должно состоять из двух 30-мм пушек и двух 13,2-мм пулемётов.
Но из-за загруженности фирмы, а также работы по разработке перспективного N1K2-J работы по проекту J3K были прекращены.

## Тактико-технические характеристики
Источник данных: Уголок неба

Технические характеристики
- Экипаж: 1 чел.
- Длина: 10,12 м
- Размах крыла: 12,50 м
- Высота:
- Площадь крыла: 26,00 м²
- Нормальная взлётная масса: 4370 кг
- Силовая установка: 1 × Nakajima Homare 42
- Мощность двигателей: 1 × 2200 л. с.

Лётные характеристики
- Максимальная скорость: 685 км/ч
- Практический потолок: 13600 м

Вооружение
- Стрелково-пушечное: две 30-мм пушки и два 13-мм пулемёта